# Nagrada za ljudska prava (Sarajevski filmski festival)
Nagrada za ljudska prava (Sarajevski filmski festival) je nagrada koja se dodjeljuje na Sarajevskom filmskom festivalu. Nagrada se daje najboljem filmu iz natjecateljskog programa - dokumentarni film, koji se bavi temom ljudskih prava. Prvi put je dodijeljena 2004. godine, na 10. izdanju festivala, i od tada je postala tradicionalna nagrada. Nagradu za ljudska prava pruža Savezno ministarstvo vanjskih poslova Švicarske.

## Dobitnici nagrade
| Godina | Film                              | Izvorni naslov                       | Redatelj(i)         | Državljanstvo       |
| ------ | --------------------------------- | ------------------------------------ | ------------------- | ------------------- |
| 2004.  | Uvozne vrane                      | Uvozne vrane                         | Goran Dević         | Hrvatska            |
| 2005.  | Ljubav na granici                 | Ljubav na granici                    | Miroslav Mandić     | Bosna i Hercegovina |
| 2006.  | Vukovar - poslednji rez           | Vukovar - poslednji rez              | Janko Baljak        | Srbija              |
| 2007.  | Problem s komarcima i druge priče | Problemat s komarite i drugi istorii | Andrej Paunov       | Bugarska            |
| 2008.  | Divorce Albanian Style            | Razvod po albanski                   | Adela Peeva         | Bugarska            |
| 2009.  | Vrela krv                         | Vrela krv                            | Marko Mamuzić       | Srbija              |
| 2010.  | Mila traži Senidu                 | Mila traži Senidu                    | Robert Tomić Zuber  | Hrvatska            |
| 2011.  | Ekumenopolis: Grad bez granica    | Ekümenopolis: Ucu olmayan şehir      | Imre Azem           | Turska              |
| 2012.  | Muški film                        | Muški film                           | Nebojša Slijepčević | Hrvatska            |
| 2013.  | U braku sa švicarcem              | U braku sa švicarcem                 | Arsen Oremović      | Hrvatska            |
| 2014.  | Presuda u Mađarskoj               | Judgement in Hungary                 | Eszter Hajdu        | Mađarska            |
| 2015.  | Jedan dan u Sarajevu              | Jedan dan u Sarajevu                 | Jasmila Žbanić      | Bosna i Hercegovina |
| 2016.  | Scream for me Sarajevo            | Scream for me Sarajevo'              | Tarik Hodžić        | Bosna i Hercegovina |

## Više informacija
- Sarajevski filmski festival
- Srce Sarajeva
- Posebna nagrada žirija

## Vanjske poveznice
- Službene stranice
- Sarajevski filmski festival na IMDb-u